# Bernard Williams (friidrottare)

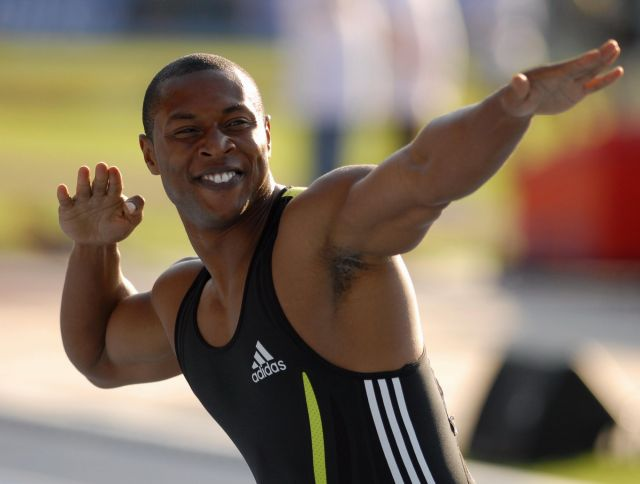
Bernard Williams

Bernard Williams, född 19 januari 1978 i Baltimore, är en amerikansk friidrottare som tävlar i sprintlöpning. Han testades positivt för cannabis i augusti 2004, men fick fortsätta tävla med en varning från IAAF.